# Blyxa aubertii
Blyxa aubertii là một loài thực vật có hoa trong họ Hydrocharitaceae. Loài này được Rich. mô tả khoa học đầu tiên năm 1814.